# Moteur R Renault

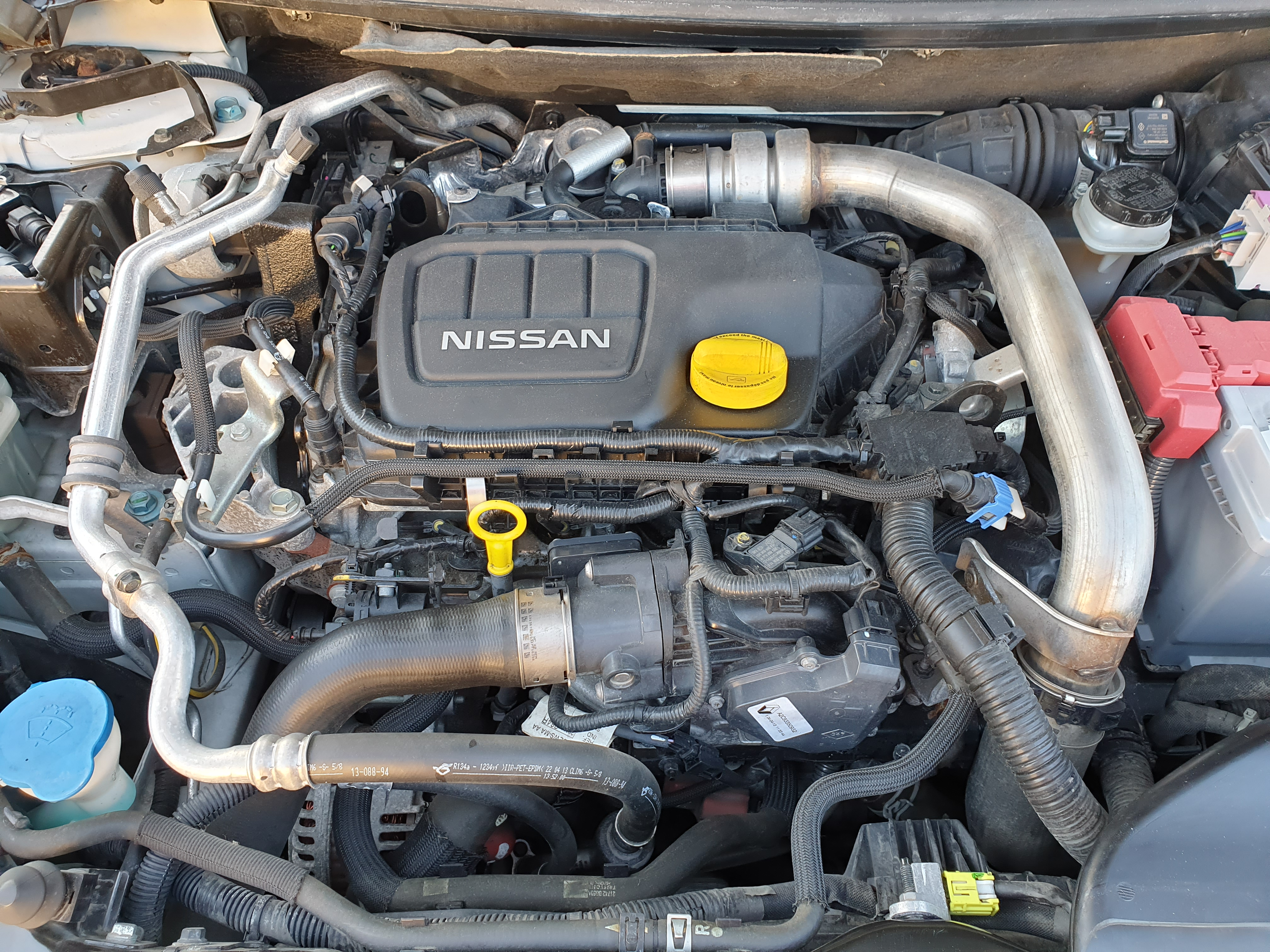
Moteur R9M dans la baie moteur d'un Nissan Qashqai J10

Le moteur R Renault est un moteur thermique automobile à combustion interne, diesel quatre temps, avec 4 cylindres en ligne alésés directement dans le bloc, refroidi par eau, doté d'un vilebrequin 5 paliers, avec 2 arbres à cames en tête entraînés par une chaîne de distribution, avec une culasse en aluminium, soupapes en tête, fabriqué par Renault, faisant son apparition sur le Scénic III.

## Présentation
Ce 4 cylindres est entièrement nouveau de conception spécifiquement pour des applications diesel. Renault est parti d'une page blanche pour concevoir ce bloc. L'ingénieur Philippe Coblence est chef du bureau d'études du moteur R, qui s'est occupé des moteurs de F1, au début des années 2000. Trois points de rencontre entre la technologie F1 et ce nouveau moteur R : moteur carré, circulation d’eau transversale, réduction des frottements internes.
Apparu en 2011 sur le Scénic III, cette première version 1.6 dCi de type R9M est dotée de technologies habituellement réservées aux moteurs plus haut de gamme, il est destiné à remplacer le « moteur F » apparu au début des années 1980 sur les Renault 9 et Renault 11, donc le 1.6 dCi de type R9M remplace le 1.9 dCi de type F9Q de puissance égale, avec un couple en hausse et une réduction de la consommation et des émissions. Avec une cylindrée plus petite, ce moteur consomme moins que celui qu'il est destiné à remplacer, toute en conservant les performances grâce à une suralimentation améliorée. Ce bloc et son attelage mobile ont été conçus pour encaisser de fortes contraintes inhérents aux moteurs diesel.
Les pistons de ce moteur sont dotés de segments en forme de U, technologie inspirée de la F1. Il est équipé d'une pompe à huile à débit variable qui utilise donc moins d'énergie car l'huile pompée est intégralement utilisée pour lubrifier le moteur et non refoulée. Son circuit de refroidissement est en 2 parties, à froid l'eau ne circule pas autour des cylindres afin d’accélérer la mise en température du moteur.

## Différents niveaux de puissance
| Appellations commerciales   | 1.6 dCi 90                                                             | 1.6 dCi 95                                                             | 1.6 dCi 115                                                            | 1.6 dCi 116                                                            | 1.6 dCi 120                                                            | 1.6 dCi 125                                                            | 1.6 dCi 130                                                            | 1.6 dCi 140                                                            | 1.6 dCi 145                                                            | 1.6 dCi 160                                                            | 1.6 dCi 190                                                            |
| --------------------------- | ---------------------------------------------------------------------- | ---------------------------------------------------------------------- | ---------------------------------------------------------------------- | ---------------------------------------------------------------------- | ---------------------------------------------------------------------- | ---------------------------------------------------------------------- | ---------------------------------------------------------------------- | ---------------------------------------------------------------------- | ---------------------------------------------------------------------- | ---------------------------------------------------------------------- | ---------------------------------------------------------------------- |
| Types moteurs               | R9M                                                                    | R9M                                                                    | R9M                                                                    | R9M                                                                    | R9M                                                                    | R9M                                                                    | R9M                                                                    | R9M                                                                    | R9M                                                                    | R9M                                                                    | R9M                                                                    |
| Cylindrée                   | 1 598 cm3                                                              | 1 598 cm3                                                              | 1 598 cm3                                                              | 1 598 cm3                                                              | 1 598 cm3                                                              | 1 598 cm3                                                              | 1 598 cm3                                                              | 1 598 cm3                                                              | 1 598 cm3                                                              | 1 598 cm3                                                              | 1 598 cm3                                                              |
| Alésage (mm) / course (mm)  | 80 / 79.5                                                              | 80 / 79.5                                                              | 80 / 79.5                                                              | 80 / 79.5                                                              | 80 / 79.5                                                              | 80 / 79.5                                                              | 80 / 79.5                                                              | 80 / 79.5                                                              | 80 / 79.5                                                              | 80 / 79.5                                                              | 80 / 79.5                                                              |
| Nombre cylindres / soupapes | 4 cylindres / 16 soupapes                                              | 4 cylindres / 16 soupapes                                              | 4 cylindres / 16 soupapes                                              | 4 cylindres / 16 soupapes                                              | 4 cylindres / 16 soupapes                                              | 4 cylindres / 16 soupapes                                              | 4 cylindres / 16 soupapes                                              | 4 cylindres / 16 soupapes                                              | 4 cylindres / 16 soupapes                                              | 4 cylindres / 16 soupapes                                              | 4 cylindres / 16 soupapes                                              |
| Énergie                     | Diesel                                                                 | Diesel                                                                 | Diesel                                                                 | Diesel                                                                 | Diesel                                                                 | Diesel                                                                 | Diesel                                                                 | Diesel                                                                 | Diesel                                                                 | Diesel                                                                 | Diesel                                                                 |
| Alimentation                | Turbocompressé                                                         | Turbocompressé                                                         | Turbocompressé                                                         | Turbocompressé                                                         | Turbocompressé                                                         | Turbocompressé                                                         | Turbocompressé                                                         | Turbocompressé                                                         | Turbocompressé                                                         | Turbocompressé                                                         | Turbocompressé                                                         |
| Puissance max (ch DIN)      | 90 ch au régime de 3 500 tr/min                                        | 95 ch au régime de ?? tr/min                                           | 115 ch au régime de 3 500 tr/min                                       | 116 ch au régime de 3 000 tr/min                                       | 120 ch au régime de 3 500 tr/min                                       | 125 ch au régime de ?? tr/min                                          | 130/131 ch au régime de 4 000 tr/min                                   | 140 ch au régime de 3 500 tr/min                                       | 145 ch au régime de ?? tr/min                                          | 160 ch au régime de 4 000 tr/min                                       | 190 ch au régime de ?? tr/min                                          |
| Couple max (N m)            | 260 N m au régime de 1 500 tr/min                                      | 260 N m au régime de ?? tr/min                                         | 300 N m au régime de 1 750 tr/min                                      | 280 N m au régime de 1 500 tr/min                                      | 320 N m au régime de 1 500 tr/min                                      | 320 N m au régime de ?? tr/min                                         | 320 N m au régime de 1 750 tr/min                                      | 340 N m au régime de 1 750 tr/min                                      | 340 N m au régime de ?? tr/min                                         | 380 N m au régime de 1 750 tr/min                                      | 400 N m au régime de ?? tr/min                                         |
| Norme de dépollution        | Euro 5                                                                 | Euro 5                                                                 | Euro 5                                                                 | Euro 5                                                                 | Euro 5                                                                 | Euro 5                                                                 | Euro 5                                                                 | Euro 5                                                                 | Euro 5                                                                 | Euro 5                                                                 | Euro 5                                                                 |
| Utilisateurs                | Renault - Nissan - Mercedes-Benz - Opel - Vauxhall - Fiat - Mitsubishi | Renault - Nissan - Mercedes-Benz - Opel - Vauxhall - Fiat - Mitsubishi | Renault - Nissan - Mercedes-Benz - Opel - Vauxhall - Fiat - Mitsubishi | Renault - Nissan - Mercedes-Benz - Opel - Vauxhall - Fiat - Mitsubishi | Renault - Nissan - Mercedes-Benz - Opel - Vauxhall - Fiat - Mitsubishi | Renault - Nissan - Mercedes-Benz - Opel - Vauxhall - Fiat - Mitsubishi | Renault - Nissan - Mercedes-Benz - Opel - Vauxhall - Fiat - Mitsubishi | Renault - Nissan - Mercedes-Benz - Opel - Vauxhall - Fiat - Mitsubishi | Renault - Nissan - Mercedes-Benz - Opel - Vauxhall - Fiat - Mitsubishi | Renault - Nissan - Mercedes-Benz - Opel - Vauxhall - Fiat - Mitsubishi | Renault - Nissan - Mercedes-Benz - Opel - Vauxhall - Fiat - Mitsubishi |